# Shari (Vorname)
Shari ist ein weiblicher Vorname.

## Namensträgerinnen
- Shari Addison (* 1962), US-amerikanische Gospelmusikerin und Künstlerin
- Shari Arison (* 1957), israelische Unternehmerin
- Shari Belafonte (* 1954), US-amerikanische Schauspielerin und Sängerin
- Shari Cantor (* 1960), US-amerikanische Politikerin
- Shari Eubank (* 1947), US-amerikanische Schauspielerin
- Shari Headley (* 1964), US-amerikanische Schauspielerin
- Shari Koch (* 1993), deutsche Eiskunstläuferin
- Shari Lewis (1933–1998), US-amerikanische Puppenspielerin, Bauchrednerin und Moderatorin
- Shari Noioso (* 2002), italienische Popsängerin, siehe Shari (Sängerin)
- Shari Villarosa, US-amerikanische Diplomatin